# Tesfaye Dinka
 (septembre 2024).
Si vous disposez d'ouvrages ou d'articles de référence ou si vous connaissez des sites web de qualité traitant du thème abordé ici, merci de compléter l'article en donnant les références utiles à sa vérifiabilité et en les liant à la section « Notes et références ».
Pour les articles homonymes, voir Dinka.
Tesfaye Dinka (Ge'ez: ተስፋዬ ድንካ), né en 1939 à Ambo (Éthiopie) et mort le 6 décembre 2016 à Fairfax, en Virginie (États-Unis), est un homme politique éthiopien, dernier Premier ministre de la république populaire démocratique d'Éthiopie, du 26 avril 1991 au 6 juin 1991, et ministre des Affaires étrangères de 1989 à 1991.

## Biographie
Né en 1939 à Ambo, Tesfaye appartenait à l'ethnie Oromo. Il a fait ses études primaires à Ambo, puis a fréquenté l’école secondaire général Wingate à Addis-Abeba. Il a obtenu son BA de l'université américaine de Beyrouth et un MBA et une maîtrise en génie industriel de l'université de Syracuse.
Il était un membre dirigeant du régime de Mengistu Haile Mariam et un membre suppléant du Politburo du Parti des travailleurs d'Éthiopie. Avant sa nomination en tant que Premier ministre, Tesfaye a occupé divers postes ministériels, successivement en tant que ministre par intérim du développement des ressources nationales, ministre de l'Industrie, des Finances et des Affaires étrangères; il a également été vice-premier ministre de la République populaire démocratique d'Éthiopie. Il était le membre des hauts fonctionnaires civils de Mengistu, sans sang sur les bras. Technocrate, il n’a rien à dire sur la décision monumentale de Mengistu, telle que le fameux programme de collectivisation du milieu des années 80 qui a déraciné des milliers de paysans du nord du pays et les a réinstallés dans le sud et l’ouest de l’Éthiopie. Tesfaye Dinka est considéré par beaucoup comme un membre modéré du régime Mengistu et une partie de la faction de représentants du gouvernement qui a conseillé à Mengistu de négocier avec le Front de libération du peuple érythréen (EPLF) et le Front de libération du peuple Tigré (Tigray).
Dans les derniers jours du règne de Mengistu, il fut nommé Premier ministre. Il a dirigé la délégation gouvernementale à la conférence de paix avortée qui s'est tenue à Londres le 27 mai 1991 et qui visait à mettre fin à la guerre civile éthiopienne. Parmi les autres participants figuraient Isaias Afwerki, qui dirigeait l'EPLF, Meles Zenawi, le chef du TPLF, et Lencho Letta, secrétaire général adjoint du Front de libération d'Oromo. Le secrétaire d'État adjoint américain, Herman J. Cohen, a servi de médiateur. En apparence, la conférence était censée explorer les moyens de mettre en place un gouvernement de transition en Éthiopie, mais elle a été dépassée par les événements qui l’ont précédée. Les discussions devaient encore commencer lorsque Cohen a reçu un message affirmant que le lieutenant-général Tesfaye Gebre Kidan, président par intérim de l'Ethiopie, avait perdu le contrôle des unités armées restantes du gouvernement et que Addis-Abeba était menacé de faire complètement éclater la loi et l'ordre. Pour prévenir les destructions et les pillages incontrôlés, Cohen recommanda que les forces du FDRPE se rendent immédiatement à Addis-Abeba et en établissent le contrôle. Bien que Tesfaye Dinka s’y soit fermement opposé, il a parlé d’une position de faiblesse et ne pouvait pas triompher. Lui et la délégation gouvernementale ont déclaré publiquement qu'ils boycotteraient la réunion. La conférence de Londres s'est donc poursuivie le lendemain sans la participation de la délégation gouvernementale. 
Tesfaye a travaillé dans les années 90 pour le compte de la Banque mondiale et d'autres agences. Il a vécu pendant des années aux États-Unis et a été conseiller principal de la Global Coalition for Africa, une organisation dédiée au développement économique de l’Afrique. Tesfaye est décédé le 6 décembre 2016 à Fairfax, en Virginie, à l'âge de 77 ans. Il laisse dans le deuil son épouse, ses quatre enfants et ses quatre petits-enfants.